# Andanzas y visiones españolas
Andanzas y visiones españolas es una suerte de libro de viajes publicado en 1922, obra de Miguel de Unamuno, en el que el autor expresa las profundas emociones que experimenta ante el paisaje evocado o real (tema, por otra parte, típico de la generación de 1898). Se compone de artículos publicados en La Nación y El Imparcial.